# Імені Кабідолли Тургумбаєва
імені Кабідолли́ Тургумба́єва (каз. Қабидолла Тұрғымбаев атындағы ауыл) — село у складі Аулієкольського району Костанайської області Казахстану. Входить до складу Дієвського сільського округу.
До 28 серпня 1998 року село називалось Шобанколь.
Населення — 123 особи (2021; 482 у 2009, 1640 у 1999, 2644 у 1989).